# 广州锡安堂
23°7′31.9″N 113°17′31.34″E / 23.125528°N 113.2920389°E
广州锡安堂是位于中国广州的一座新教教堂。

## 歷史
1901年由旅美华人美以美会的余锡生牧师回国创立，初期地址位于油栏门（今海珠南盐亭东街），1913年迁到西濠二马路，楼内附属群淑高等小学。余锡生牧师积劳成疾，聘李约翰为主任。后继任者有周荃馨、陈祝南、麦公侠、区炽堂、罗德谦等诸位牧师。
锡安堂以及其前身是广东美以美自理传道会设于广州省城之总堂及传道会机关所在地。广东美以美会有别于福建、华北地区的美以美会，不是西人美以美会官方差会开创的工作、而是靠旅美美以美教会华侨自发自建的祖国宣教工作。随着会务的发展，除了广州总堂，还先后设立省城河南基立堂、台山三八堂、中山鳌溪堂等支堂。
后因该处成为商业闹市，渐觉不合会友潜心敬拜，于是在1930年逢建堂二十周年之际，发起筹建新堂，派员赴美洲募捐，在1935年迁往丰宁路西瓜园（今人民中路392号）购地建堂，1936年2月新堂落成，取名“锡安堂”，意为“上帝圣殿”。
1947年，在胡翼云牧师主导下，该堂以及整个广东美以美自理传道会加入中华基督教会广东协会。1960年以后，中华基督教会的万善堂、七株榕堂，礼贤会的大德堂，救世军的西华队堂和基督徒聚会处（地方教会）都被并入该堂的联合礼拜。1966年文化大革命爆发后锡安堂也被关闭，到14年后的1980年9月21日，该堂恢复宗教活动。
2012年，锡安堂被列为越秀区文物保护单位。

## 聚會時間
- 主日早堂崇拜：周日上午9:30
- 主日午堂崇拜：周日中午12:00（廣州話）
- 主日晚堂崇拜：周日傍晚7:30